# 浴室床暖房
浴室床暖房（よくしつゆかだんぼう）とは、床暖房の内、浴室の床を加温することで生じる熱伝導、対流および放射を利用した暖房方法である。
特に冬の期間に発生し易いヒートショックを防ぎ、快適な入浴を支援する暖房である。

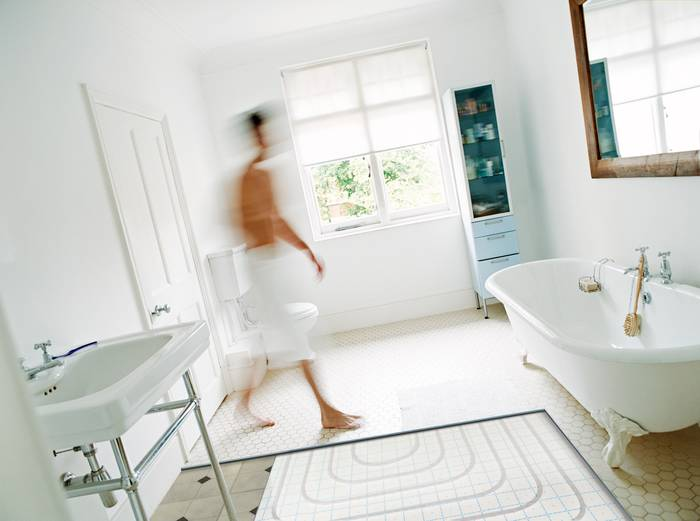
浴室床暖房

## 概要
主として対流を利用する温風暖房を浴室に設置すると温風が濡れた体に当る為、体表面の体温を奪い、温かい風であっても冷たく感じてしまう。また、温かい空気は天井近くに留まりやすいため、攪拌しないとのぼせてしまう。さらに、対流による温風暖房は床材の温度は低いままであるため、洗い場で体を洗う習慣のある日本人にとっては足元からの寒さを感じてしまう。
床暖房では浴室の床材を加温すると、その浴室内温度の縦方向の分布は対流による方法と異なり、床面で一番高くなり天井に近づくにつれ低下する。これが床暖房の特徴であり、一般的な浴室では外気温がマイナスでも、床を40℃程度に加温すると床からの放射による効果もあり、浴室内の温度も18℃程度になり、比較的低い状態ではあるが、体感的な暖かさを得ることができる。

## 長所
- 冬期間に発生し易い入浴時のヒートショックを防止できる
- 温風やスポット暖房にはない、足元からの体感的な暖かさを実感できる
- 温風吹き出し口がないのでほこりが立たず、音も静か
- 温風などが室内を攪拌しないので、空気を媒体とするウイルスなどが室内に広がりにくい
- 床が快適な温度に暖かくなっても、腰よりも上はあまり暖かくならないので、のぼせることも少ない
- 燃焼装置が室内にないので、部屋の空気組成に影響を与えない（安全である）
- 表面材をタイルなどのセラミックスにすることで、遠赤外線によって体を芯から温めることができ、快適な暖房効果が得られる
- 入浴後に暖房スイッチを切っても余熱により室内が乾燥するので、タイルの目地などがかびにくい
- 入浴時間は限定されるので、入浴する前に温水スイッチを入れ、入浴完了後に温水スイッチを切れば、ランニングコストも低く抑えられる。8畳の居室の1/20程度。
- 冬の浴室の掃除の際も床暖房をいれることで快適に掃除ができる
- 浴室だけでなく脱衣室も含めて床暖房にすれば、軽い介護が必要な人は自力で入浴することも可能となったり、入浴介護が軽減される効果がある

## 短所
- 床下の熱交換器あるいは床自体に発熱体が必要となるため、浴室換気乾燥機やストーブ、エアコン、オイルヒーター等に比べ初期費用が高額となる
- 床材全体をゆっくりと暖める為、全体が適温になるまでに時間がかかる
- 長時間にわたり床に接していると低温やけどの危険がある
- 床工事に2日 - 4日間程度かかる
- 防水工事を確実にする必要がある
- 経験のある工事技能者への依頼が必要になる

## 方式
床材の加温熱源や燃料の種類等により分類される
- 温水パイプ式：外部に電気（エコキュートなども含む)やガス(ヒートポンプ式なども含む）、灯油などによる温水を造るための熱源を持ち、その温水を配管により浴室の洗い場の床材の下に埋設して床材を加温する。温水式はやわらかい暖かさがあるなどの特徴を持つが、居室と違って裸の体が接する為、温度ムラがないように温水配管の敷設ピッチを居室用よりも狭くする必要がある。
- 電気ヒーター式：電気発熱体を床材の下に埋設して、これに通電して加温する。しかし、常時水に浸かっている浴室の床に電気発熱体を埋め込むことには将来的な不安があるため、温水パイプ式が主流となっている。

## 用途
住宅や非住宅などの用途別の分類
- 住宅の浴室の床暖房：欧米のように室内空調が進んでいない日本においては、ヒートショックによる死亡率が高い浴室の床を暖めることは健康にとって重要である。狭い空間の浴室では入浴中に温風で暖房すると、暖かくなるとともにのぼせてしまい、気分が悪くなるといった声が多いため、床暖房がもっとも適しているといえる。また、入浴は決めた時間に限られた時間だけ使うので、その時間だけ床暖房を運転すればよく、浴室は面積も限られているため、ランニングコストを低く抑えることができる。浴室床暖房は戸建住宅だけでなく、在来浴室のマンションなどの冷たいタイル張りの浴室のリフォームにも適している。
- 旅館の大浴場の床暖房：24時間掛け流しの天然温泉の浴室の場合は床も暖かいが、そうでない場合は大浴場の床も暖めておきたい。湯量が豊富で不純物の少ない温泉水なら、それを温水パイプに通して、洗い場の床下を通してから浴槽に入れるようにすればランニングコストの軽減になる。
- 露天風呂の床暖房：露天風呂も洗い場を床暖房にすることで、冬場も露天風呂を快適に使えるようになる。また、離れたところにある露天風呂はそこまでの通路を床暖房にすることで冬場でも快適に歩行して移動することが可能となる。
- 岩盤浴：岩盤浴も床暖房の一種であるが、秋田県の玉川温泉のようにデトックス効果や新陳代謝を高めるためには仕上げ材に工夫が必要である。岐阜県多治見市や長野県千曲市では低線量の放射線を出すタイルなどを製造しているメーカーもある。
- 温水プールなどの歩行用タイルデッキ：耐水性が必要な温水プールの歩行用通路も暖かいと快適である。
- ペットルームの床暖房：水洗いをする必要があり、かつ暑さや寒さに弱いペットのための床には夏は冷たく冬は暖かいタイル張りの耐水性に優れた浴室床暖房が最適である。
- 畜舎などの床暖房：寒冷地ではこのような場所にも床暖房が使われており、耐水性も必要なため、浴室床暖房システムが応用できる。

## 歴史
浴室床暖房は岩盤浴としての歴史であり、岩盤浴で体を芯から暖めて、血液の循環を良くしたり、新陳代謝を活発にすることが知られていた。また、源泉かけ流しの温泉では常に洗い場まで溢れたお湯が流れていて、洗い場の床が暖められて、岩盤浴と同じような効果を発揮している。
松山の道後温泉では現在も湯船に浸からずに、湯船からあふれ出たお湯で温まった洗い場に寝転んでいる姿を見かける。また、源泉掛け流しの岩風呂は常に温かいお湯で岩が温められて、そこから遠赤外線が出て、お湯だけでなく浴槽を構成する岩でも体を温めており、入浴と岩盤浴との相乗効果が発揮されている。古代ギリシャやローマ帝国時代の煉瓦などで造られた大浴場のサウナルームも岩盤浴効果を発揮している。日本では、浴槽に長時間浸かり、洗い場で時間を掛けて体を洗うという習慣から、洗い場の床が冷たいことは大きな問題ではあるが、第二次世界大戦以前は公衆浴場や温泉が主体であったため、問題となることは少なかった。戦後、各家庭が浴室を備えるようになり、かつ一番寒い北側に浴室が追いやられている現状では浴室の暖房が必要不可欠になってきたといえる。
これに対して、住宅機器メーカーはユニットバスにすることで、寒さを解消する方向に動いている。その中でINAXとかTOTO、パナソニックなどの住宅設備機器メーカーはユニットバスの床の裏側に床暖房を組み込んだ商品を作ったこともあったが、メンテナンス性が悪かったために、断念し、暖かくはないが、冷たさを感じにくい床材を開発し、それで対応している。現在、ユニットバスで床暖房に対応しているのはノーリツとかニッポリ加工などの一部のメーカーのみである。在来浴室の床暖房に関しては、東京ガスや大阪ガス、東邦ガスが床モルタルに温水パイプを埋め込む式の浴室床暖房システムを持っているが、10センチ程度の厚さのモルタルに温水パイプを埋め込む工法であったため、施工性、発熱までの時間の長さ、温水パイプの敷設状況による温度ムラなどから一時ほどには宣伝していないようである。また、古河電工や三菱樹脂、アベルコといったメーカーが断熱性の高い温水マットを工夫して、発熱までの時間短縮と温度ムラの解消をしてランニングコストの高いオリジナルの浴室床暖房システムを作っている。
また、今後に関しては居室用の床暖房が新築のマンションや戸建住宅に普及し、床暖房の良さが認められてくると浴室床暖房の良さも再認識されてくると思われる。古代ローマにはハイポコーストと呼ばれる床暖房があった。